# Чінджу
Чінджу́ (кор. 진주시, 晋州市, Jinju-si) — місто в провінції Кьонсан-Намдо, Південна Корея.